# Oubourcy
Oubourcy (luxembourgeois : Obortsich) est un hameau belge de la ville de Bastogne situé en Région wallonne dans la province de Luxembourg.
Avant la fusion des communes, il faisait partie de la commune de Longvilly.

## Étymologie
Son nom vient de Ou signifiant Haut, de Bur signifiant Source et de Cy signifiant la demeure.

## Situation
Le hameau se situe sur le plateau ardennais à une altitude d'environ 505 m. Il avoisine les hameaux d'Arloncourt et Michamps qui est le prolongement nord de la localité. Il se trouve à environ 10 km au nord-est du centre de Bastogne.

## Description et patrimoine
Hameau à vocation agricole, Oubourcy compte plusieurs fermes en activité. La grande majorité des habitations est construite en moellons de grès ou de grès schisteux avec encadrements des portes et fenêtres en briques donnant une belle unité de ton à cette petite localité à l'habitat assez concentré.
Tranchant au milieu de ces constructions en grès, la petite chapelle dédiée à Saint Pierre est recouverte d'un crépi de couleur blanche. Ce petit édifice religieux comportant une seule nef et un clocheton carré est cité dès 1589 et a été restauré après la bataille des Ardennes.